# Dieter Carl Wasshausen
Dieter Carl Wasshausen  (Jena, 1938) es un botánico estadounidense de origen alemán. Fue curador en el Herbario Nacional, que es custodiado por el Smithsonian Museo Nacional de Historia natural, entre 1976 y 1981.
En 1965, recibió su Ms.Sc. por la Universidad G. Washington, y su doctorado en 1972.

## Algunas publicaciones

### Libros
- 1975. The genus Aphelandra (Acanthaceae). Ed. Smithsonian Institution Press. 157 pp. il. en línea

## Honores
- 1979: recibió la "Medalla Willdenow" por el Jardín Botánico de Berlín

### Eponimia
- (Acanthaceae) Justicia wasshauseniana Profice[1]

- (Acanthaceae) Tetramerium wasshausenii T.F.Daniel[2]

- (Asteraceae) Vernonia wasshausenii S.B.Jones[3]

- (Melastomataceae) Tibouchina wasshausenii Wurdack[4]

- (Velloziaceae) Vellozia wasshausenii L.B.Sm. & Ayensu[5]

- La abreviatura «Wassh.» se emplea para indicar a Dieter Carl Wasshausen como autoridad en la descripción y clasificación científica de los vegetales.[6]